# SUPER EIGHT
SUPER EIGHT(슈퍼 에이트)는 일본의 남성 아이돌 그룹이다. 소속 사무소는 STARTO ENTERTAINMENT. 소속 레코드 회사는 INFINITY RECORDS이다. 전 그룹명은 칸쟈니∞(関ジャニ∞ 간자니에이토[*]).

## 구성원
- 요코야마 유(横山裕, 1981년 5월 9일 ~ , 오사카부 오사카시 출신) 이미지 컬러는 검정, 최연장자

- 무라카미 싱고(村上信五, 1982년 1월 26일 ~ , 오사카부 타카츠키 시 출신) 이미지 컬러는 보라

- 마루야마 류헤이(丸山隆平, 1983년 11월 26일 ~ , 교토부 교토시 출신) 이미지 컬러는 주황

- 야스다 쇼타(安田章大, 1984년 9월 11일 ~ , 효고현 아마가사키시 출신) 이미지 컬러는 파랑

- 오쿠라 타다요시(大倉忠義, 1985년 5월 16일 ~ , 오사카부 히가시오사카시 출신) 이미지 컬러는 초록

## 개요
멤버 전원이 칸사이 출신이다. 오사카부 출신이 3명(요코야마 유&무라카미 싱고&오쿠라 타다요시), 효고현 출신이 1명(야스다 쇼타), 교토부 출신이 1명(마루야마 류헤이) 있다.
2002년 12월, 칸사이 자니스 Jr.로서 출연하고 있던 텔레비전 프로그램 《J3KANSAI》(칸사이 TV 계열)을 계기로 8명 편성으로 결성해, 쟈니즈 Jr. 내 그룹으로서 활동이 시작된다.
그룹명은, 〈칸사이 자니스〉의 약칭 〈칸쟈니〉와, 프로그램을 방송하고 있던 칸사이 TV의 채널 번호 〈8〉을 합쳐 〈칸쟈니8〉로 지어졌다(처음에 《J3KANSAI》에서 발표된 때에만 〈KANJANI8〉 표기였다).
2004년 8월 25일, 싱글 〈나니와 이로하부시〉로 칸사이 한정 CD 데뷔. 데뷔에 맞춰 〈8〉를 눕힌 〈칸쟈니∞〉로 하여, 〈무한대의 가능성〉의 의미를 담았다. 9월 22일, 같은 곡으로 전국 데뷔를 한다. 참고로 9월 22일은, 멤버 시부타니 스바루의 생일이기도 하다.

## 약력
- 2002년
  - 8월, 오사카 쇼치쿠좌에서, 현 멤버가 중심 캐스트로 뮤지컬 《ANOTHER》를 공연(칸사이 쟈니즈 Jr.로서). 이후, 쇼치쿠좌에서의 여름 공연은 《서머 스페셜》로서, 2006년까지 매년 공연 목록을 바꿔 이어갔다.
  - 10월 1일, 칸사이 TV에서 지금의 칸쟈니∞의 전진이 되는 레귤러 프로그램 《J3KANSAI》가 시작된다. 출연자는 오쿠라 이외의 7명.
  - 12월, 《J3KANSAI》에서, 오쿠라의 가입·정식 그룹명이 발표된다.
  - 12월 19일, 〈칸쟈니8〉로서, 첫 콘서트 〈칸쟈니8 Xmas 파티 2002〉를 오사카 쇼치쿠좌에서 개최한다. 이후, 쇼치쿠좌에서의 크리스마스 공연은 2005년까지 매년 이어간다.
- 2003년
  - 9월, 니시키도와 우치가 NEWS의 멤버로 선택되어, 병행해 활동을 해가게 된다. 당초, 기간 한정 유닛을 제외하고 두 그룹에서 CD 데뷔하는 것은, 쟈니즈 사무소 첫 시행이었다.
- 2004년
  - 4월 6일, TV 도쿄에서 새로운 레귤러 프로그램 《우라쟈니》가 시작된다.
  - 8월 25일, 칸사이 지구 한정 싱글 〈나니와 이로하부시〉로 CD 데뷔. 테이치쿠 엔터테인먼트 내부에 있는 엔카·가요곡 계의 레이블 〈테이치쿠 레코드〉로부터의 발매가 된다. 지역 한정 발매이면서, 오리콘 엔카 차트에서 첫 등장 1위를 획득. 종합 차트에서는 8위를 기록한다.
  - 9월 22일, 싱글 〈나니와 이로하부시〉를 전국 발매. 오리콘 종합 차트 및 엔카 차트에서 1위를 기록한다.
- 2005년
  - 7월 16일, 우치 히로키가 미성년임에도 불구하고 음주한 사실이 발각되어, 연예 활동을 무기한 휴지하게 된다. 이후 7명이서의 활동이 된다.
  - 멤버 전원이 출연하는 종전 60주년 기념 드라마 《약속》의 방송이 예정되어 있었다. 촬영은 종료했지만, 우치의 사건에 의해 방송되지 않았다.
- 2006년
  - 4월, NEWS·KAT-TUN과의 3그룹 합동 팬 클럽, 〈You&J〉가 발족.
  - 12월 30일, 연예 활동 근신이었던 우치가 연수생이 된 것이, 공식 사이트에서 발표된다. 이로, 각 매스미디어로부터 우치가 NEWS 및 칸쟈니∞를 탈퇴했다고 동시에 보도된다.
  - 〈관풍 파이팅〉으로, 데뷔 싱글 〈나니와 이로하부시〉 이래의, 오리콘 차트 1위를 획득.
- 2007년
  - 4월 11일 발매 싱글 〈엉뚱한 사나이의 길〉부터, 록·팝 계 레이블 〈임피리얼 레코드〉로 이적한다.
  - 5월 3일의 카나가와 공연부터 9월 30일의 오키나와 공연까지 약 5개월에 걸쳐, 쟈니즈 사무소 처음이 되는,47도도부현 전부를 도는 전국 투어(전 113공연)을 개최해, 약 67만 명을 동원했다. 또, 그룹 처음이 되는 도쿄 돔 공연 중, 8월 5일의 더블 앙코르, 트리플 앙코르에 우치가 불쑥 참가해 오랜만에 8명이 모여 무대에 올랐다. 후에 이 투어의 모습이 사진집으로 발매되었다.
- 2008년
  - 6월 2일부터 8일까지 닛폰 TV 계열에서 전개된 《Touch! eco 2008 ECO 위크 스페셜》의 에코 대사로 임명되어, 8일에 방송된 《Touch! eco 2008 내일을 위해서…55개의 도전? 스페셜》의 프로그램 퍼스낼리티를 맡는다.
- 2009년
  - 12월 30일부터 2010년 1월 1일까지, 그룹으로서 처음이 되는 단독 해 넘기기 카운트다운 라이브 《COUNTDOWN LIVE 2009-2010 in 쿄세라 돔 오사카》가 개최된다(후에 DVD 발매). 또, 12월 23일부터 3일 연속으로 싱글이 발매되어, 3매가 발매 순서대로 오리콘 주간 싱글 랭킹에서 첫 등장 1위 ~ 3위를 획득했다.
- 2010년
  - 그룹 첫 전국 네트 관 버라이어티 프로그램 《모험 JAPAN! 칸쟈니∞MAP》(ABC 제작·TV 아사히 계열)이 4월부터 방송 개시.
  - 〈LIFE~눈앞의 저편에~〉가, 멤버·오쿠라 타다요시가 출연한 드라마 《GM~춤춰라 닥터~》의 주제가로 기용되어, 그룹 첫 드라마 타이업 곡이 된다.
  - 10월 20일에 앨범 《8UPPERS》를 발매. 싱글 〈Wonderful World!!〉부터 진행한 〈2010년 신 프로젝트〉의 내용이 특전 영상 《8UPPERS FEATURE MUSIC FILM》으로 수록되었다. 전원 출연의 장편 뮤직 비디오(앨범의 곡이 BGM으로 사용된 영화)로, 이 영상은 10월 11일에 전국 TOHO 시네마 계열의 영화관에서 1일 한정 개봉되었다.
  - 10월 30일부터 2011년 1월 1일까지, 《KANJANI∞ LIVE TOUR 2010→2011 8UPPERS》가 개최된다. 12월 30일부터 2011년 1월 1일까지는 작년에 이어, 쿄세라 돔 오사카에서 단독 카운트다운 라이브가 되었다.
- 2011년
  - 2월부터 TV 아사히 제작 애니메이션 《크레용 신 짱》 및 동 애니의 극장판 《크레용 신 짱 태풍을 부르는 황금 스파이 대작전》의 주제가를 담당한다.
  - 4월부터 6월에 걸쳐, 3개월 연속으로 싱글을 발매했다. 내용은, 멤버·니시키도 료가 주연을 맡은 드라마 《개를 기른다는 것~스카이와 우리집의 180일~》의 주제가 〈마이 홈〉과, 멤버 ·오쿠라 타다요시가 출연한 드라마 《태어나다.》의 주제가 〈365일 가족〉, 크레용 신 짱의 주제가 〈T.W.L〉 〈옐로 팬지 스트리트〉이다.
  - 2011년의 《24시간 TV 〈사랑은 지구를 구한다〉》의 메인 퍼스낼리티를 맡아, 24시간 TV 내의 드라마에 칸쟈니∞ 전원이 출연했다(멤버가 드라마 내에 전원 나오는 것은 사상 처음).
  - 《KANJANI∞ LIVE TOUR 2010→2011 8UPPERS》의 DVD와 Blu-ray Disc(BD)가, 4월 25일 자 오리콘 주간 DVD 랭킹과 BD 랭킹의 뮤직 부문에서 1위를 획득했다.
  - 멤버·니시키도가 출연한 《전개 걸》의 엔딩 곡 〈츠부사니코이〉를 담당한다.
  - 심야 시간대였던 《칸쟈니의 시와케∞》가 9월 10일부터 토요일 골든 타임으로 승격. 멤버 전원이 모여 레귤러 출연하는 첫 골든 프로그램이 되었다.
  - 10월 7일, 니시키도가 NEWS를 탈퇴해, 칸쟈니∞의 활동에 전념하는 것을 발표.
  - 케츠메이시, 스키마스위치, 도하츠텐 등의 아티스트로부터 제공받은 악곡을 포함한 앨범 《FIGHT》를 발매.
  - 11월 23일부터 12월 31일까지 첫 5대 돔 투어 《KANJANI∞ 5대 돔 TOUR EIGHT×EIGHTER 재미없다면 정말 죄송합니다》의 개최가 결정된다. 12월 31일부터 2012년 1월 1일에 걸쳐서는 2009년, 2010년에 이어, 쿄세라 돔 오사카에서 단독 카운트다운 라이브를 개최했다.
- 2012년
  - 《KANJANI∞ 5대 돔 TOUR EIGHT×EIGHTER 재미없다면 정말 죄송합니다》의 DVD가 4월 2일 자 오리콘 DVD 랭킹에서 1위를 획득, BD는 남성 아티스트 사상 최고인 첫주 4.4만 매의 매상을 올려, BD 랭킹에서도 1위를 획득한다.
  - 4월, 팬 클럽 〈You&J〉 해산. 7월에는 칸쟈니∞ 팬 클럽이 독립했다.
  - 멤버·니시키도 료가 본인 역으로 TBS 계열 드라마 《파파돌!》에 주연으로 출연한다. 이 드라마에는, 다른 멤버도 본인 역으로 출연했다.
  - 2005년부터 콘서트에서 피로하고 《칸쟈니 전대 ∞레인저》가 영화화. 감독은 츠츠미 유키히코. 영화 촬영 현장에 《파파돌!》의 촬영 팀도 들어가, 드라마 본편에 링크하는 것도 있다.
  - 데뷔 8주년을 기념한 이벤트를 마쿠하리 멧세와 인텍스 오사카에서 계 5일간 개최. 그룹 결성부터 지금까지의 궤적이나, 어린 시절의 사진, 멤버 개인의 물건 공개 부스 등이 설치되었다. 토크 스테이지와 라이브 스테이지를 설치해 각각 5회씩, 1일 10스테이지를 소화해, 5일 간 50스테이지를 달성. 8월 8일(에이트의 날)에는 쿄세라 돔 오사카에서 CD를 구입한 사람 중에서 추첨으로 한정 4만 명의 이벤트 《스고하치》를 개최했다.
  - 전국 투어 《KANJANI∞ LIVE TOUR!! 8EST~모두의 마음은 어때? 우리의 마음은 무한대!!~》를 10도시에서 개최. 이 중, 도쿄는 아지노모토 스타디움, 오사카는 나가이 육상 경기장에서 그룹 첫 야외 스타디움 공연을 개최. 그 중 9월 30일 나가이 육상 경기장 공연은 태풍 17호 상륙의 영향으로 중지되었다.
  - 10월 17일, 첫 베스트 앨범 《8EST》를 발매.
  - 11월 22일, 《제63회 NHK 홍백가합전》에의 첫 출장이 내정됐다는 기사를 스포츠 닛폰이 공개했다[3]. 11월 26일, 《제63회 NHK 홍백가합전》에의 출장이 정식으로 결정되었다.
  - 12월 31일, 《제63회 NHK 홍백가합전》에 첫 출장. 가창곡은 〈나니와 이로하부시〉와 〈무책임 히어로〉의 메들리.
- 2013년
  - 4월 24일, 멤버·오쿠라 타다요시가 출연하는 TV 아사히 계열 드라마 《날씨 언니》의 주제가인 〈심술쟁이〉와, 니시키도 료가 출연하는 영화 《현청 손님접대과》의 주제가인 〈이곳에밖에 없는 경치〉를 양 A면으로 발매.
  - 6월 12일, 오쿠라 타다요시가 주연을 맡은 영화 《100번 울기》의 주제가인 〈눈물의 대답〉을 발매.
  - 10월 16일, 오리지널 앨범 《JUKE BOX》를 발매.
  - 12월 31일, 《제64회 NHK 홍백가합전》에 2년 연속 2회째 출장. 가창곡은 〈심술쟁이〉와 〈T.W.L〉의 메들리.
- 2014년
  - 1월 1일, 닛폰 TV 《24시간 TV 37》의 메인 퍼스낼리티를 맡는 것이 발표되었다.
  - 7월 26일 멤버가 전원 출연하는 영화 ‘에이또레인져2’가 공개 2012년 발표된 ‘에이또레인저’의 속편
  - 8월 9일 데뷔10주년 기념 콘서트 ‘10살’을 동경, 오사카에서 개최
  - 8월 25일 데뷔 10주년 기념일에 독립레이블 ‘Infinity Records'(발매원은 J-storm)을 설립 레이블명은 ‘우리들이 책임과 노력으로 칸자니에이또다움을 추구한다’는 테마로서, 그룹명에 사용되는 무한대의 기호와 연결됨. 데뷔때부터 함께했던 테이치쿠엔터테이먼트와는 8월 24일로서 계약종료
  - 12월 3일, 31번째 싱글 ‘무모한 행진곡’이 발표되며 주간랭킹 선두 획득. 이때부터 2014년 발표된 모든 싱글 6작품이 전부 1위 달성. 이것은 하마사키아유미, 아라시 다음으로 역사적인 최다.
  - 12월 31일. 《제65회 NHK 홍백가합전》에 연속 3회 출장. ‘오모이다마(마음의 공)’을 노래했다.
- 2024년
  - 2월 4일, 그룹명을 SUPER EIGHT(슈퍼 에이트)로 개명.

## 그룹 내의 유닛
스바루BAND (시부타니·마루야마·야스다·오쿠라)
시부타니가 보컬·리듬 기타·작사, 마루야마가 베이스, 야스다가 리드 기타·작곡, 오쿠라가 드럼을 담당하는 4인 편성 밴드.
2002년 12월, 《칸쟈니8 Xmas 파티》에서 처음으로 이 밴드 체제로 스테이지에 올라, Hi-STANDARD의 〈My First Kiss〉를 피로했다. 다음 해, 《칸쟈니8 서머 스페셜 DOUTON BOYS》에서, 시부타니 작사·야스다 작곡의 첫 오리지널 악곡 〈Soul way〉를 노래했다. 이 밖에 오리지널 곡으로 〈ONE〉(앨범 《KJ1 F·T·O》 수록)이 있다.
삼 형제 (요코야마·야스다·시부타니)
작사를 장남 유(요코야마), 작곡과 어쿠스틱 기타 연주를 차남 치파(야스다), 보컬을 셋째 바루(시부타니)가 담당하는 밴드. 세 명은 형제라고 하는 설정. 양키풍의 가쿠란이 코스튬.
2002년, 유를 중심으로 결성. 2003년 12월에 《칸쟈니8 Xmas 파티 2003》에서 처음으로 등장해, 이후 2005년까지 매년 12월의 크리스마스 공연에서 신곡을 피로했다. 오리지널곡 〈푸딩〉 〈오니기시〉가 앨범 《KJ1 F·T·O》의 통상반·초회 프레스 특전으로 수록되어있다.
야마다 (마루야마·야스다)
마루야마가 보케, 야스다가 츳코미를 담당하는 만담 콤비. 마루야마의 〈야마〉와 야스다의 〈다〉로 〈야마다〉라고 이름이 지어졌다. DVD 《Excite!!》에 오리지널 만담 〈편지〉가 수록되어있다. 2010년 드라마 《0호실의 손님》에서는 〈트리플 다이너마이트〉라는 만담 콤비라는 설정으로 출연. 그 때에는 야스다가 보케, 마루야마가 츳코미였다.
마츠바라 카즈히로. (시부타니·무라카미)
시부타니가 보케, 무라카미가 츳코미를 담당하는 만담 콤비. 〈마츠바라 카즈히로〉가 시부타니, 〈.(점)〉이 무라카미를 나타낸다. 콘서트에서만이 아니라 《HEY!HEY!HEY!MUSIC CHAMP》나 《더 소년구락부》 등의 텔레비전 프로그램에서도 콩트를 피로하는 일이 있다.
야스바 (야스다·시부타니)
공식 사이트 내에서 연재를 하고 있다. 오리지널곡은 〈desire〉.
torn (니시키도·오쿠라)
콘서트 내 유닛. 오리지널곡은 동명으로 〈torn〉. 이름의 유래는 t→타다요시, o→오쿠라, r→료, n→니시키도.

## 음반 목록

### 싱글
| 매 | 발매일           | 곡명                                                                                 | 순위 |
| -- | ---------------- | ------------------------------------------------------------------------------------ | ---- |
| 1  | 2004년 9월 22일  | 浪花いろは節 나니와 이로하부시                                                       | 1위  |
| 2  | 2005년 3월 2일   | 大阪レイニーブルース 오사카 레이니 블루스                                            | 4위  |
| 3  | 2005년 9월 14일  | 好きやねん、大阪。/桜援歌(Oh!ENKA)/無限大 좋아한당께, 오사카./응원가(Oh!ENKA)/무한대 | 2위  |
| 4  | 2006년 6월 7일   | ∞SAKAおばちゃんROCK/大阪ロマネスク ∞SAKA 아줌마 ROCK/오사카 로마네스크               | 2위  |
| 5  | 2006년 12월 13일 | 関風ファイティング 관풍 파이팅                                                       | 1위  |
| 6  | 2007년 4월 11일  | ズッコケ男道 엉뚱한 사나이의 길                                                      | 1위  |
| 7  | 2007년 10월 17일 | イッツ マイ ソウル 잇츠 마이 소울                                                    | 1위  |
| 8  | 2008년 3월 12일  | ワッハッハー 왓핫하                                                                  | 1위  |
| 9  | 2008년 10월 29일 | 無責任ヒーロー 무책임 히어로                                                         | 1위  |
| 10 | 2009년 11월 4일  | 急☆上☆Show!! 급☆상☆Show!!                                                            | 1위  |
| 11 | 2009년 12월 23일 | GIFT〜白〜 GIFT~백~                                                                  | 1위  |
| 12 | 2009년 12월 24일 | GIFT〜赤〜 GIFT~홍~                                                                  | 2위  |
| 13 | 2009년 12월 25일 | GIFT〜緑〜 GIFT~녹~                                                                  | 3위  |
| 14 | 2010년 6월 30일  | Wonderful World!!                                                                    | 1위  |
| 15 | 2010년 8월 25일  | LIFE〜目の前の向こうへ〜 LIFE~눈 앞의 저편에~                                        | 1위  |
| 16 | 2011년 4월 20일  | T.W.L/イエローパンジーストリート T.W.L/옐로 팬지 스트리트                            | 1위  |
| 17 | 2011년 5월 11일  | マイホーム 마이 홈                                                                   | 1위  |
| 18 | 2011년 6월 8일   | 365日家族 365일 가족                                                                 | 1위  |
| 19 | 2011년 8월 17일  | ツブサニコイ 츠부사니코이(당신의 모든 것을 사랑합니다)                               | 1위  |
| 20 | 2012년 6월 13일  | 愛でした。 사랑이었습니다.                                                           | 1위  |
| 21 | 2012년 7월 25일  | ER                                                                                   | 1위  |
| 22 | 2012년 9월 5일   | あおっぱな 파란 콧물                                                                 | 1위  |
| 23 | 2013년 4월 24일  | へそ曲がり/ここにしかない景色 심술쟁이/이곳에밖에 없는 경치                          | 1위  |
| 24 | 2013년 6월 12일  | 涙の答え 눈물의 대답                                                                 | 1위  |
| 25 | 2013년 12월 4일  | ココロ空モヨウ 마음 하늘 모양                                                        | 1위  |
| 26 | 2014년 1월 15일  | ひびき 울림                                                                          | 1위  |
| 27 | 2014년 2월 19일  | キング オブ 男! 킹 오브 남자!                                                        | 1위  |
| 28 | 2014년 7월 2일   | オモイダマ 마음의 공                                                                 | 1위  |
| 29 | 2014년 8월 6일   | ER2                                                                                  | 1위  |
| 30 | 2014년 10월 15일 | 言ったじゃないか/CloveR 말했잖아/CloveR                                              | 1위  |
| 31 | 2014년 12월 3일  | がむしゃら行進曲 가무샤라 행진곡                                                     | 1위  |
| 32 | 2015년 6월 3일   | 強く 強く 強く 강하게 강하게 강하게                                                  | 1위  |
| 33 | 2015년 8월 5일   | 前向きスクリーム! 앞을 향해 스크림!                                                  | 1위  |
| 34 | 2015년 12월 2일  | 侍唄（さむらいソング） 사무라이송                                                    | 1위  |
| 35 | 2016년 7월 6일   | 罪と夏 죄와여름                                                                      | 1위  |
| 36 | 2016년 10월 12일 | パノラマ 파노라마                                                                    | 1위  |
| 37 | 2016년 12월 7일  | NOROSHI                                                                              | 1위  |
| 38 | 2017년 1월 25일  | なぐりガキBEAT 갈겨쓴BEAT                                                            | 1위  |
| 39 | 2017년 9월 6일   | 奇跡の人 기적의사람                                                                  | 1위  |
| 40 | 2017년 11월 15일 | 応答セヨ 응답하라                                                                    | 1위  |

### 앨범

#### 오리지널 앨범
| 매 | 발매일           | 작품명                                             | 순위 |
| -- | ---------------- | -------------------------------------------------- | ---- |
| 1  | 2006년 3월 15일  | KJ1 F・T・O                                        | 2위  |
| 2  | 2007년 6월 6일   | KJ2 ズッコケ大脱走 KJ2 엉뚱한 대탈주               | 1위  |
| 3  | 2009년 4월 15일  | PUZZLE                                             | 1위  |
| 4  | 2010년 10월 20일 | 8UPPERS                                            | 1위  |
| 5  | 2011년 11월 16일 | FIGHT                                              | 1위  |
| 6  | 2013년 10월 16일 | JUKE BOX                                           | 1위  |
| 7  | 2014년 11월 5일  | 関ジャニズム 칸쟈니즘                              | 1위  |
| 8  | 2015년 11월 11일 | 関ジャニ∞の元気が出るCD!! 칸쟈니∞의 힘이 나는 CD!! | 1위  |
| 8  | 2017년 6월 28일  | ジャム 잼                                          | 1위  |

#### 미니 앨범
| 매 | 발매일           | 작품명          | 순위 |
| -- | ---------------- | --------------- | ---- |
| 1  | 2004년 12월 15일 | 感謝＝∞ 칸샤니∞ | 5위  |

#### 베스트 앨범
| 매 | 발매일           | 작품명 | 순위 |
| -- | ---------------- | ------ | ---- |
| 1  | 2012년 10월 17일 | 8EST   | 1위  |
| 2  | 2018년 5월 30일  | GR8EST | -    |

### 영상 작품
| 매 | 발매일           | 작품명 | 순위 |
| -- | ---------------- | --- | ---- |
| 1  | 2005년 3월 30일  | Excite!! | 1위  |
| 2  | 2005년 11월 23일 | Spirits!! | 3위  |
| 3  | 2006년 9월 6일   | Heat up! | 1위  |
| 4  | 2007년 12월 12일 | 47 | 1위  |
| 5  | 2009년 9월 23일  | 関ジャニ∞ TOUR 2∞9 PUZZLE 칸쟈니∞ TOUR 2∞9 PUZZLE | 1위  |
| 6  | 2010년 3월 31일  | COUNTDOWN LIVE 2009-2010 in 京セラドーム大阪> COUNTDOWN LIVE 2009-2010 in 쿄세라 돔 오사카                                                                | 1위  |
| 7  | 2011년 4월 13일  | KANJANI∞ LIVE TOUR 2010→2011 8UPPERS | 1위  |
| 8  | 2012년 3월 21일  | KANJANI∞ 五大ドームTOUR EIGHT×EIGHTER おもんなかったらドームすいません KANJANI∞ 5대 돔 TOUR EIGHT×EIGHTER 재미없다면 죄송합니다                           | 1위  |
| 9  | 2013년 3월 13일  | KANJANI∞ LIVE TOUR!! 8EST 〜みんなの想いはどうなんだい?僕らの想いは無限大!!〜 KANJANI∞ LIVE TOUR!! 8EST ~모두의 마음은 어떤 거야? 우리의 마음은 무한대!!~ | 1위  |
| 10 | 2014년 4월 30일  | KANJANI∞ LIVE TOUR JUKE BOX | 1위  |
| 11 | 2014년 12월 24일 | 十祭 쥿사이 | 1위  |
| 12 | 2015년 4월 29일  | 関ジャニズム LIVE TOUR 2014≫2015 칸쟈니즘 LIVE TOUR 2014≫2015                                                                                             | 1위  |
| 13 | 2016년 1월 27일  | 関ジャニ∞リサイタル お前のハートをつかんだる!! 칸쟈니∞ 리사이틀 너의하트를잡아주겠어!!                                                                    | 1위  |
| 14 | 2016년 6월 15일  | 関ジャニ∞の元気が出るLIVE!! 칸쟈니∞의 힘이나는 LIVE !! | 1위  |
| 15 | 2016년 11월 16일 | 関ジャニ∞リサイタル 真夏の俺らは罪なヤツ 칸쟈니∞ 리사이틀 한여름의 우리들은 죄많은 놈들                                                                   | 1위  |
| 16 | 2017년 5월 10일  | 関ジャニ'sエイターテインメント 칸쟈니의 에이터테인먼트 | 1위  |
| 17 | 2018년 3월 7일   | 関ジャニ'sエイターテインメント ジャム 칸쟈니의 에이터테인먼트 잼                                                                                          | 1위  |

### 그 외 참가 작품
1. 핫토리 료이치 ~탄생 100주년 기념 트리뷰트 앨범~ (2007년 10월 17일)

## 출연

### 현재 버라이어티 프로그램
- 칸쟈니∞의 쟈니벤 (2007년 5월 2일 ~ , 칸사이 TV)
- 있을 수 없는∞세계 (2008년 4월 15일 ~ , TV 도쿄) ※무라카미·마루야마·야스다만
- 히루난데스! (2011년 3월 ~ , 닛폰 TV) ※목요일 레귤러 (요코야마·무라카미만)
- 응원 도큐먼트 내일은 어느 쪽 (2013년 4월 2일 ~ , NHK) ※요코야마·시부타니·무라카미만
- 칸잼 완전연SHOW (2015년 5월 10일~ , TV 아사히)
- 칸쟈니 크로니클 (2015년 5월 16일~ , 후지 TV)
- 페코쟈니∞! (2017년 10월 30일~ , TBS)

### 예전 버라이어티 프로그램
- J3KANSAI (2002년 10월 ~ 2003년 3월, 칸사이 TV)
- 혼쟈니! (2003년 4월 ~ 2007년 4월, 칸사이 TV)
- 우라쟈니 (2004년 4월 6일 ~ 2005년 3월 29일, TV 도쿄)
- ∞의 의문 (2005년 4월 5일 ~ 2005년 9월 27일, TV 도쿄)
- 스카☆J 일등성 (2005년 10월 4일 ~ 2007년 3월 27일, TV 도쿄)
- 대접 음악 버라이어티 무챠∞부리! (2007년 4월 3일 ~ 2008년 3월 25일, TV 도쿄)
- 오이신스케 (2007년 4월 23일 ~ 2007년 9월 10일, TV 아사히)
- Can!쟈니 (2008년 10월 4일 ~ 2009년 9월 26일, TV 아사히)
- 칸파니 (2009년 10월 7일 ~ 2010년 3월 31일, TV 아사히)
- 모험 JAPAN! 칸쟈니∞MAP (2010년 4월 4일 ~ 2012년 3월 25일, TV 아사히) ※ABC 제작
- 밀실 수수께끼 풀이 버라이어티 탈출 게임 DERO! (2010년 4월 21일 ~ 2011년 3월 9일, 닛폰 TV) ※준레귤러로서 부정기 출연
- 부탁해! 랭킹 (금요일) (2011년 2월 11일 ~ 3월 18일, TV 아사히) ※〈부탁해! 기획 팜〉 내의 코너 〈칸쟈니∞의 시와케∞〉에 출연
- 보물찾기 어드벤처 수수께끼 풀이 배틀 TORE! (2011년 7월 6일 ~ 2013년 2월 25일, 닛폰 TV) ※부정기 출연
- 칸쟈니의 시와케∞ (2011년 9월 10일 ~ 2015년 3월21일 , TV 아사히) ※수요 심야 시간대에서 골든 진출

### 라디오
- 키쿠쟈니∞ (2004년 10월 2일 ~ 2009년 4월 4일, MBS 라디오)

### 콘서트
- 칸사이 쥬니어 FIRST LIVE (1999년 8월 13일 ~ 5일, Zepp Osaka)
- 칸사이 쥬니어 X'mas 콘서트 2002 (2002년 12월 19일 ~ 25일, 오사카 쇼치쿠좌, 19공연)
- 칸쟈니8 X'mas 파티 2003 (2003년 12월 18일 ~ 25일, 오사카 쇼치쿠좌)
- 칸샤 ni ∞ in 도쿄 (2004년 11월 27일, 도쿄 국제 포럼, 3공연)
- 칸쟈니∞ X'mas 파티 2004 (2004년 12월 18일 ~ 25일, 오사카 쇼치쿠좌, 24공연)
- 칸쟈니∞ 서머 스페셜 2005 <전야제> (2005년 7월 30일·31일, 오사카 성 홀, 4공연)
- 칸쟈니∞ 서머 스페셜 2005 (2005년 8월 5일 ~ 28일, 오사카 쇼치쿠좌, 38공연)
- 칸쟈니∞ 크리스마스 파티 2005 (2005년 12월 16일 ~ 25일, 오사카 쇼치쿠좌, 26공연)
- 칸쟈니∞ Concert Tour 2006 Funky Tokyo Osaka Nagoya (2006년 5월 3일 ~ 5일·20일·21일, 6월 2일 ~ 4일, 3도시·20공연)
- 칸쟈니∞ 전국 1-st Tour 2∞6 (2006년 9월 9일 ~ 10월 28일, 11도시·26공연)
- 칸쟈니∞ KAN FU FIGHTING 전국 투어 2006 제2탄 (2006년 12월 2일 ~ 12월 29일, 6도시·20공연)
- 칸쟈니∞ 에이톳! 혼마!? 빗쿠리!! 돔 콘서트 in OSAKA (2007년 2월 24일 ~ 25일, 쿄세라 돔 오사카, 3공연)
- 전국 47도도부현 완전 제패!! 칸쟈니∞ 엣! 혼마!? 빗쿠리!! TOUR 2007 (2007년 5월 3일 ~ 9월 30일, 47도시·113공연)
- KANJANI∞ LIVE TOUR 2008 ∞야! 전원 집합 (2008년 4월 3일 ~ 5월 18일, 4도시·24공연)
- KANJANI∞ LIVE TOUR 2008 ∞야! 전원 집합 여름이다! 투어다!! 왓핫하~!!! (2008년 7월 6일 ~ 8월 31일, 10도시·30공연)
- 칸쟈니∞ TOUR 2009 PUZZLE (2009년 5월 10일 ~ 7월 30일, 10도시·27공연)
- 칸쟈니∞ DOME CONCERT 2009-2010 (2009년 12월 30일 ~ 2010년 1월 1일, 쿄세라 돔 오사카, 4공연)
- KANJANI∞ LIVE TOUR 2010→2011 8UPPERS (2010년 10월 30일 ~ 2011년 1월 1일, 9도시·16공연)
- KANJANI∞ 5대 돔 TOUR EIGHT×EIGHTER 재미없다면 정말 죄송합니다 (2011년 11월 23일 ~ 2011년 12월 31일, 5도시·10공연)
- KANJANI∞ LIVE TOUR!! 8EST ~모두의 마음은 어때? 우리의 마음은 무한대!!~ (2012년 9월 15일 ~ 2013년 1월 1일, 10도시·41공연)
- 칸쟈니∞ LIVE TOUR JUKE BOX (2013년 11월 8일 ~ 2014년 1월 19일, 5도시·13공연)
- 칸쟈니∞十歳（2014년 8월 9일~8월 24일 )
- 칸자니즘 LIVE TOUR 2014→2015 (2014년11월16일 - 2015년1월12일、5도시・13공연)
- 칸쟈니∞ 리사이틀 너의 마음을 사로잡겠어! (2015년 7월 18일 ~ 2015년 9월 13일, 8도시·23공연)